# Casa Pontificia
La Casa Pontificia es el conjunto de personas escogidas para formar parte del entorno del papa en la Santa Sede y tomar parte en actividades tanto religiosas (ceremonias litúrgicas importantes) como civiles (recepciones a monarcas, jefes de Estado y de Gobierno, dignatarios, presentación de credenciales de embajadores, audiencias privadas y públicas) en todo lo que se refiere al ceremonial, protocolo, acogida y también administración.
Pablo VI suprimió el nombre de «Corte Pontificia» sustituyéndolo por el de «Casa Pontificia» y promulgando una Nova Ordinatio de la misma por el motu proprio Pontificalis Domus de 28 de marzo de 1968. Anteriormente, con la Constitución Apostólica Regimini Ecclesiæ Universæ de 15 de agosto de 1967 (por el que reformaba la Curia), había instituido la Prefectura del Palacio Apostólico, que asumía la dirección de la Capilla y la Familia Pontificias. El motu proprio aludido cambió ese nombre por el de «Prefectura de la Casa Pontificia», a la cual dio, además, un aire más burocrático que cortesano.
Toca a la Prefectura de la Casa Pontificia en la actualidad ordenar el servicio de antecámara y organizar las audiencias del papa, así como disponer lo necesario y oportuno cada vez que el papa sale del Palacio Apostólico a Roma o viaja por Italia. También cuida del orden de precedencia de la Capilla pontificia y de la Familia Pontificia, del Colegio Cardenalicio, de la Prelatura y del Cuerpo Diplomático acreditado ante la Santa Sede. La Casa Pontificia se sigue dividiendo, según la tradición, en Capilla Pontificia y Familia Pontificia.

## Estructura de la Casa Pontificia
- Prefecto de la Casa Pontificia (anteriormente llamado «prefecto del Palacio Apostólico»): es aquel que está a la cabeza de la Casa, y el supervisor de las actividades de todos los que forman parte de ella. Se lo ve frecuentemente junto al papa en actos como los arriba mencionados. El cargo de prefecto se mantiene vacante desde el desplazamieto de su último titular Georg Ganswein. [1]

- Regente de la Casa Pontificia. Actualmente es el regente Leonardo Sapienza.[2]

- Capilla Papal: se denomina así propiamente a la Capilla Musical Pontificia, schola cantorum o escolanía de la Capilla Sixtina, coro formado por hombres y niños que durante siglos acompañó al papa en las liturgias pontificias. Actualmente están dirigidos por monseñor Massimo Palombella. Por extensión se denomina «Capilla Papal» a cualquier liturgia presidida por el sumo pontífice en la Santa Sede.

- Familia Pontificia: es propiamente el entorno papal, formado por dos ramas: una eclesiástica (conformada por clérigos) y una laica. Los clérigos de la familia pontificia tienen derecho al tratamiento de «monseñor», a vestir sotana con botonadura, ribetes y fajín morados y a puestos de honor en las ceremonias papales. Algunos viven permanentemente en la Ciudad del Vaticano o en Roma, pero muchos otros son clérigos de distintas partes del mundo a quienes el papa confiere el honor de este nombramiento.

## Protocolo de la Casa Pontificia

### I. Capilla Pontificia
- - 1. Cardenales.
  - 2. Patriarcas, arzobispos, obispos y eparcas asistentes al Solio, sea de rito latino u oriental.
  - 3. El vicecamarlengo de la Santa Iglesia Romana.
  - 4. Los presidentes de los consejos pontificios.
  - 5. Los secretarios de las congregaciones romanas.
  - 6. El regente del Tribunal de la Penitenciaría Apostólica.
  - 7. El secretario del Supremo Tribunal de la Signatura Apostólica.
  - 8. El decano del Tribunal de la Rota romana.
  - 9. Los prelados superiores de los consejos pontificios y de las comisiones pontificias.
  - 10. El abad de Montecasino y los abades generales de los canónigos regulares y de las órdenes monásticas.
  - 11. Los superiores generales o, en su ausencia, los procuradores generales de las órdenes mendicantes.
  - 12. Los auditores del Tribunal de la Rota Romana.
  - 13. Los votantes del Tribunal Supremo de la Signatura Apostólica.
  - 14. Los miembros de los Capítulos de las tres basílicas patriarcales.
  - 15. Los abogados consistoriales.
  - 16. Los párrocos de Roma.
  - 17. Los clérigos de la Capilla Pontificia.
  - 18. Los parientes del papa.

### II. Familia Pontificia
- A. Eclesiástica:
  - 1. El sustituto para los asuntos generales, de la Secretaría de Estado.
  - 2. El secretario para las relaciones con los Estados, de la Secretaría de Estado.
  - 3. El limosnero de Su Santidad.
  - 4. El presidente de la Pontificia Academia Eclesiástica (antigua Academia de Nobles Eclesiásticos).
  - 5. El teólogo de la Casa Pontificia (antiguo maestro del Sacro Palacio). Por tradición es siempre un dominico.
  - 6. El Colegio de los Protonotarios Apostólicos de número participantes. Son siete.
  - 7. Los protonotarios apostólicos supernumerarios.
  - 8. Los ceremonieros pontificios. Están encabezados por el maestro de las Celebraciones Litúrgicas Pontificias, actualmente monseñor Diego Ravelli.
  - 9. Los prelados de honor de Su Santidad (antiguamente, prelados domésticos)
  - 10. Los capellanes de Su Santidad (los antiguos camareros secretos supernumerarios).
  - 11. El predicador de la Casa Pontifica (antes, predicador apostólico): un sacerdote que se encarga de predicar en retiros espirituales y otras ocasiones para el papa, los miembros de la curia romana y de la Casa Pontificia. Predica ahora en la Capilla Redemptoris Mater.

Habría que añadir al secretario personal del papa, actualmente el peruano Edgard Rimaycuna [cita requerida].
- B. Laica:
  - 12. El (príncipe) asistente al Solio Pontificio: cargo muy antiguo y honorífico, conferido a algún príncipe heredero católico para que acompañara al papa en la Corte Pontificia. Usualmente es de la nobleza romana. Últimamente el puesto se alternaba entre el Príncipe Alessandro Torlonia y el príncipe Marcantonio Colonna, duque de Paliano.
  - 13. El delegado especial de la Pontificia Comisión para el Estado de la Ciudad del Vaticano (antes, consejero general).
  - 14. El comandante de la Guardia Suiza Pontificia.
  - 15. Los consultores del Estado de la Ciudad del Vaticano.
  - 16. El presidente de la Pontificia Academia de las Ciencias.
  - 17. Los gentilhombres de Su Santidad (absorbidos bajo este título: los camareros secretos de capa y espada participantes, los camareros secretos de capa y espada y los camareros de honor de capa y espada).
  - 18. Los procuradores de los Palacios Apostólicos (cuyas funciones, desde 1988, han sido transferidas a los abogados de la Santa Sede, conservándose los títulos y privilegios de los procuradores todavía en activo).
  - 19. Los agregados de antecámara (los antiguos Bussolanti).
  - 20. Los parientes del papa: familia carnal del papa.
  - 21. El ayuda de cámara del papa (especie de mayordomo privado del papa).
  - 22. La Antecámara Pontificia (dirigida por el decano de Sala).

Dentro de la Casa Pontificia, hay que considerar, además de la Capilla Pontificia y la Familia Pontificia, a la Capilla Musical Pontificia.
- C. Condecoraciones Pontificias:
  - 23. Orden del Santo Sepulcro de Jerusalén.
  - 24. Orden de San Gregorio Magno.
  - 25. Orden de San Silvestre.

## La antigua Corte Pontificia
La Corte Pontificia estaba dividida en dos cuerpos diferenciados: la Capilla Pontificia y la Familia Pontificia. La primera estaba adscrita a la persona del papa a título espiritual (para asistirle en las funciones sagradas). La segunda, para atenderle en lo temporal.

### I. La antigua Capilla Pontificia
Estaba conformada por los eclesiásticos que participaban en las ceremonias pontificias con sus respectivos hábitos litúrgicos, según la dignidad. Como en toda iglesia catedral o colegiata, se tenía en la Corte papal el servicio divino diariamente. Los oficios ordinarios tenían lugar en la Capilla Sixtina, en tanto que los más solemnes se verificaban en la basílica de San Pedro, que es la capilla del papa y no hay que confundir con su catedral como Obispo de Roma, que es la basílica de San Juan de Letrán.
Dentro de la Capilla Pontificia hay que distinguir: de un lado, a los dignatarios, colegios y cargos que asistían a las ceremonias como séquito del papa, y, de otro, a los que tomaban parte en las mismas como ministros y sirvientes.

### A. El séquito papal
- - 1) El Colegio Cardenalicio: todos sus miembros como Senado del papa.
  - 2) El Colegio de Patriarcas, Arzobispos y Obispos asistentes al Solio Pontificio: sus miembros eran prelados que tenían precedencia en las funciones papales, originada en la costumbre que, desde el siglo XI, tenía el papa de honrar a algún obispo haciéndolo acercarse a su trono durante los oficios.
  - 3) El vicecamarlengo de la Santa Iglesia Romana (prelado «de Fiocchetto»).
  - 4) Los príncipes asistentes al Solio: dos miembros de las familias Colonna y Orsini respectivamente, representantes de la nobleza romana, designados desde los tiempos de Julio II y que se turnaban anualmente junto al trono papal durante los oficios.
  - 5) El auditor general de la Reverenda Cámara Apostólica (prelado «de Fiocchetto»).
  - 6) El tesorero general de la Reverenda Cámara Apostólica (prelado «de Fiocchetto»).
  - 7) El mayordomo de Su Santidad (prelado «de Fiocchetto»): especie de gran intendente del Palacio Apostólico, le incumbía también la regulación de las audiencias papales y la organización de las ceremonias pontificias (II.A.2.a).
  - 8) El ministro del Interior (inexistente desde la expoliación de los Estados Pontificios).
  - 9) Los secretarios de las Sagradas Congregaciones, el Secretario del Supremo Tribunal de la Signatura Apostólica, el decano de la Sacra Rota Romana y el sustituto de la Secretaría de Estado.
  - 10) Arzobispos y obispos no asistentes al Solio.
  - 11) El Colegio de los Protonotarios Apostólicos: los antiguos notarii in urbe, encargados de la redacción de las actas de los mártires y de los concilios y, más tarde, de los documentos de cancillería (desde Pío XI fueron divididos en:
    - a) Protonotarios de número participantes.
    - b) Protonotarios supernumerarios.
    - c) Protonotarios ad instar.
    - d) Protonotarios titulares.

  - 12) El comendador del Espíritu Santo: dirigía el Hospital del Espíritu Santo in Sassia (para los peregrinos de la nación sajona y que actualmente continúa existiendo en su original emplazamiento en la ribera derecha del Tíber).
  - 13) El regente de la Cancillería
  - 14) El abad nullius de Montecasino y los demás abades nullius.
  - 15) Los abades generales de los canónigos regulares y de las órdenes monásticas (once en total).
  - 16) Los generales y vicarios generales de las órdenes mendicantes.
  - 17) El magistrado romano.
  - 18) El Gran Maestre del Santo Hospicio: introductor de soberanos y jefes de Estado en visita al papa, su cargo recaía con carácter hereditario en los príncipes de la familia Ruspoli (vestía con calzas y medias de seda blancas, frac recamado y bicornio con plumas).
  - 19) Los prelados auditores de la Sacra Rota: se encargan de conocer de las causas matrimoniales.
  - 20) El maestro del Sacro Palacio: el teólogo oficial del papa, perteneciente tradicionalmente a la Orden de Predicadores y a quien estaba confiada la censura de los libros publicados en Roma.
  - 21) Los prelados clérigos de la Reverenda Cámara Apostólica (encargada de la administración de los bienes temporales de la Santa Sede).
  - 22) Los prelados votantes de la Signatura Apostólica.
  - 23) El suplente del maestro del Sacro Palacio (en ausencia de éste).
  - 24) Los camareros secretos miembros del Colegio de los Maestros de las Ceremonias Pontificias.
  - 25) Los camareros decretos participantes de Su Santidad.
  - 26) Los camareros secretos supernumerarios y los camareros de honor de hábito violeta.
  - 27) El Colegio de los Abogados del Sacro Consistorio: peroraban las causas que se trataban en consistorio.
  - 28) Los capellanes secretos y los capellanes secretos de honor.
  - 29) Los clérigos decretos de Su Santidad.
  - 30) Los procuradores generales de las órdenes mendicantes.
  - 31) El predicador apostólico.
  - 32) El confesor de la Familia Pontificia
  - 33) El Colegio de los Procuradores de los Sacros Palacios Apostólicos: encargados de patrocinar las causas ante la Sacra Rota y de la defensa de los pobres.

### B. Los ministros y sirvientes
- - 34) Monseñor sacrista de Su Santidad: el vicario del papa para la Ciudad del Vaticano.
  - 35) Los canónigos de las tres basílicas patriarcales que hacen de ministros sagrados en las misas de la Capilla Pontificia.
  - 36) La Capilla Musical Pontificia: la antiquísima Schola Cantorum instituida por san Gregorio I para acompañar las ceremonias papales y reformada a través de la historia (su director perpetuo más famoso fue Lorenzo Perosi).
  - 37) Los acólitos ceroferarios: llevaban los candelabros en las procesiones.
  - 38) Los capellanes comunes pontificios.
  - 39) Los clérigos de la Capilla Pontificia:
    - a) Participantes.
    - b) Supernumerarios.

  - 40) Los maestros ostiarios de Virga Rubea.
  - 41) El custodio de las sacras tiaras.
  - 42) Los maceros: llevaban los mazos de plata, símbolos de autoridad, en las ceremonias.
  - 43) Los cursores apostólicos: ujieres que debían consignar a domicilio los documentos que llevaran el sello del mayordomo, del cual dependían directamente.

### II. La antigua Familia Pontificia
Constaba de todas aquellas personas que ejercían algún cargo palatino al servicio de Su Santidad, las cuales podrían clasificarse en tres categorías: la de los cardenales palatinos y la Noble Antecámara Secreta, la del Estado Mayor de los Cuerpos Armados y la de los capellanes y dignatarios menores. Los clérigos formaban la Casa Eclesiástica del papa; los miembros de los cuerpos armados, su Casa Militar, y los laicos, su Casa Civil.

### A. Los cardenales palatinos y la Noble Antecámara Secreta
- - 1) Los cardenales palatinos:
    - a) El datario.
    - b) El secretario de Estado.

  - 2) Los prelados palatinos:
    - a) El mayordomo de Su Santidad (I.A.7).
    - b) El maestro de cámara.
    - c) El auditor de Su Santidad.
    - d) El maestro del Sacro Palacio.

  - 3) El gran maestre del Santo Hospicio.
  - 4) Los camareros secretos participantes (cubicularii o syncelli):
    - a) El limosnero secreto (Eleemosynarius secretus),
    - b) El secretario de los Breves a los Príncipes.
    - c) El secretario de la Cifra.
    - d) El subdatario de Su Santidad.
    - e) El secretario de las Cartas Latinas.
    - f) El copero (Pincerna), que escanciaba el vino al papa y le tenía la palmatoria en las funciones a las que asistía.
    - g) El secretario de Embajadas (Nuntius), que daba a los visitantes los regalos ofrecidos por el papa.
    - h) El guardarropa (Vestiarius), que cuidaba del vestuario papal.
    - i) Monseñor sacrista.

  - 5) Los camareros secretos de Capa y Espada participantes (laicos):
    - a) El furrier mayor de los Sacros Palacios Apostólicos (Forerius Major), a quien se confiaba la preparación material de los desplazamientos pontificios).
    - b) El caballerizo mayor de Su Santidad (Praefectus Stabuli), encargado de cuidar de las caballerías papales.
    - c) El superintendente general de las Postas (Praefectus Tabellariorum), antiguo organizador de los viajes papales y quien abría y cerraba la puerta de la carroza pontificia).
    - d) Los portadores de la Rosa de Oro, que llevaban a sus destinatarios la Rosa de Oro, peculiar y especial distinción con la que el papa premiaba a algún príncipe cristiano por servicios insignes en favor de la fe.
    - e) El secretario para las Embajadas (que recogía los regalos aportados al papa por sus visitantes).
    - f) El exento de los Guardias Nobles de Servicio.
    - g) El coronel de la Guardia Suiza.
    - h) El coronel de la Guardia Palatina.

  - 6) Los prelados domésticos (Antistites Urbani), clérigos beneméritos a quienes el papa quería distinguir con este título puramente honorífico y que asistían a las capillas papales apostados al lado de la Epístola (derecha del altar).
  - 7) El Regimiento de los Guardias Nobles Pontificios:
    - a) El capitán comandante.
    - b) El capellán.
    - c) El portaestandarte hereditario de la Santa Iglesia Romana (el antiguo confaloniero de la Iglesia, que llevaba el estandarte papal y pertenecía a la familia de los marqueses Patrizi).
    - d) Los tenientes y los exentos.

  - 8) Los camareros secretos del Colegio de los Maestros de las Ceremonias Pontificias (Magistri Caeremoniarum S. R. E. et Sedis Apostolicae): encargados de dirigir las ceremonias en las capillas papales y en otras funciones que tuvieran lugar en las basílicas patriarcales romanas.
  - 9) Los camareros secretos supernumerarios de Su Santidad (Cubicularii Intimi Seu Secreti): a ellos correspondía el servicio, no remunerado, de antecámara bajo la dirección del maestro de cámara; para otras funciones, dependían del mayordomo.
  - 10) Los camareros secretos de Capa y Espada de Su Santidad (Cubicularii Intimi Seu Secreti Ab Ense Et Lacerna): personajes laicos que debían pertenecer a la nobleza o tener una alta posición social, prestaban servicio ordinario de antecámara, especialmente durante la sede vacante:
    - a) De número.
    - b) Supernumerarios.

  - 11) Los camareros de honor de Hábito Violeta (Cubicularii Honoris), a cuyo cargo estaba el servicio honorario de antecámara de la Sala del Trono.
  - 12) Los camareros de honor extra urbem (Cubicularii Honoris Extra Urbem): gozaban de los privilegios y títulos de los familiares del papa, pero solo fuera de Roma y sus deberes están especificados en el billete de nombramiento.
  - 13) Los camareros de honor de Capa y Espada de Su Santidad (Cubicularii Honoris Ab Ense Et Lacerna), que prestaban servicio en la Sala del Trono y eran:
    - a) De número (cuatro).
    - b) Supernumerarios.

### B. El Estado Mayor de los Cuerpos Armados
- - 14) Estado Mayor de la Guardia Suiza (cuerpo creado en 1505 por Julio II para la inmediata custodia de la sacra persona del sumo pontífice):
    - a) Capitán comandante.
    - b) Capellán.
    - c) Teniente.
    - d) Subtenientes.

  - 15) Estado Mayor de la Guardia Palatina de Honor (instituida en 1850 por Pío IX —que unió en un solo cuerpo la Milicia Urbana y la Selección Cívica— para la custodia de la persona del sumo pontífice y de sus apartamentos y para el lustre de las ceremonias en la Antecámara, los Pontificales y Capillas Papales):
    - a) Coronel comandante.
    - b) Capellán.
    - c) Oficiales.

  - 16) Estado Mayor de la Gendarmería Pontificia (nombre adoptado en 1851 por los vélites pontificios, creados en 1850 para reemplazar a los carabineros pontificios, constituidos, a su vez, en 1816 por Pío VII para el servicio judicial y de policía):
    - a) Coronel comandante.
    - b) Capellán.
    - c) Teniente-coronel vicecomandante.
    - d) Mayor.
    - e) Capitán.
    - f) Teniente.
    - g) Subteniente.
    - h) Sanitario.

### C. Capellanes y dignatarios menores
- - 17) Los capellanes secretos: familiares íntimos del papa, que prestaban servicio de particular confianza y asistían al pontífice en las ceremonias sagradas y en la Misa de su capilla privada.
  - 18) Los capellanes secretos de honor: tienen puesto meramente honorífico en las capillas papales.
  - 19) Los capellanes de honor extra urbem: gozan de los título y privilegios de los capellanes pontificios solo fuera de Roma.
  - 20) El Colegio de los Capellanes Comunes Pontificios, que prestan servicio común o público, es decir en las funciones ordinarias y se dividen en:
    - a) Participantes.
    - b) Supernumerarios.

  - 21) El predicador apostólico: encargado de las preparaciones de Adviento y Cuaresma en la Capilla de la Condesa Matilde ante la Familia Pontificia (desde 1743 debía pertenecer a la Orden de los Frailes Capuchinos).
  - 22) El confesor de la Familia Pontificia (desde 1762 era un miembro de la Orden de los Servitas).
  - 23) El arquíatra de Su Santidad: el médico del papa.
  - 24) El ayuda de cámara (hombre de confianza y de «confidencias» al servicio inmediato y privado del Santo Padre).
  - 25) El trinchante secreto (una especie de maestresala).
  - 26) Los Bussolanti, cuyo nombre viene de la Sala del Tambor (Bussola), prestando servicio en la Sala de los Tapices y cada vez que sale el papa de sus apartamentos, así como atendiendo a los visitantes en la Loggia Mantovani (donde eran retratados por Felici, el fotógrafo oficial pontificio). Eran:
    - a) Participantes.
    - b) Supernumerarios.

  - 27) El decano de sala: laico notable que supervisaba la Antecámara Pontificia.